# Кшищоф Пьонтек
Кшѝщоф Пьо̀нтек (на полски: Krzysztof Piątek) е полски футболист, нападател, който играе за Ал Духаил и за полския национален отбор.

## Кариера

### Заглембе Любин
Дебютира в Екстракласа на 18 май 2014 г. в мач срещу Краковия.

### Краковия
През 2016 г. Пьонтек преминава в Краковия и през следващите два сезона вкарва 32 гола в 65 мача за клуба. Това включва 21 гола по време на втория си сезон, като трети голмайстор в Полша.

### Дженоа
На 8 юни 2018 г. Пьонтек подписва 4-годишен договор с италианския Дженоа срещу 4 милиона евро. Той вкарва четири гола, включително хеттрик в първите 19 минути от дебюта си срещу Лече (4:0) за Копа Италия. Дебютира в Серия А на 26 август, като отбелязва гол при победата с 2:1 над Емполи.
На 30 септември, Пьонтек вкарва 2 гола в рамките на три минути при 2:1 над Фрозиноне, за да направи 8 гола в 6 мача, най-добрият старт на сезона от дебютант от Карл Оге Хансен през 1949/50. В следващия си мач той става първият футболист след Габриел Батистута от сезон 1994/95, който вкарва във всеки от първите си 7 мача в Серия А.

### Милан
На 23 януари 2019 г. Милан обявява привличането на Пьонтек с договор до 30 юни 2023 г. Сумата по трансфера е 35 милиона евро. Милан взима Пьонтек за заместник на Гонсало Игуаин, който отива в Челси. Пьонтек ще носи номер 19.
Пьонтек дебютира за Милан на 26 януари, в нулево домакинско равенство срещу Наполи, като резерва в 71-та минута на Патрик Кутроне. Три дни по-късно срещу същите съперници също на Сан Сиро, той вкарва и двата гола при победа с 2:0 в четвъртфиналите от Купата на Италия и е аплодиран, когато се сменя с Кутроне. На 3 февруари вкарва първия си гол в Серия А като гост на Рома, който завършва 1:1. След това той вкарва три гола в следващите два последователни мача: един срещу Каляри Калчо и два срещу Аталанта, ставайки първият играч на Милан, който отбелязва в първите си три старта в лигата след Марио Балотели през 2013 г.
Преди сезон 2019/20 в Серия А, Пьонтек взима фланелката с номер 9. Той вкарва четири гола през първата половина на сезона, преди да напусне клуба.

### Херта
През януари 2020 г. Херта Берлин обявява подписването на Пьонтек за €27 милиона. Той получава фланелката с номер 7. Дебютира за клуба на 31 януари, като влиза от пейката при нулево равенство срещу Шалке 04. Вкарва първия си гол за Херта на 4 февруари при поражението с 2:3 от Шалке за купата. Вкарва първия си гол в Бундеслигата на 28 февруари, като реализира дузпа при равенство 3:3 срещу Фортуна Дюселдорф. На 27 май той реализира друга дузпа, този път при равенство 2:2 срещу РБ Лайпциг.
Пьонтек вкарва първия си гол в сезон 2020/21 в Бундеслигата на 7 ноември при победа с 3:0 над Аугсбург. На 4 декември отбелязва два гола в рамките на 3 минути, за да даде на Херта победа с 3:1 над Унион Берлин. На 12 май по време на победа с 2:1 над Шалке 04, той получава фрактура на глезена, контузия, която го изважда от игра до септември.
На 25 септември се завръща, когато влиза от резервната скамейка при загубата 0:6 от РБ Лайпциг. Седмица по-късно отбелязва при загуба с 1:2 от Фрайбург. Това е последният му гол за клуба.

### Фиорентина
На 8 януари 2022 г. Пьонтек се завръща в Италия и се присъединява към Фиорентина под наем. На 13 януари той дебютира за клуба, влизайки от пейката при победата с 5:2 над Наполи в осминафиналите на Купата на Италия. На 10 февруари отбелязва два пъти при победа с 3:2 над Аталанта в четвъртфинала на Купата на Италия. Четири дни по-късно той отбелязва първия си гол в лигата за Фиорентина при победата с 2:1 над Специя. На 20 февруари вкарва единствения гол в победата над Аталанта.
Пьонтек завършва този сезон в Серия А с 14 участия и 3 гола за Фиорентина, помагайки на клуба да се класира за плейофния кръг на Лига на конференциите 2022/23.

### Салернитана
На 1 септември 2022 г. Пьонтек се присъединява към Салернитана под наем с опция за закупуване.

### Истанбул Башакшехир
На 18 юли 2023 г. Пьонтек подписва с турския клуб Истанбул Башакшехир тригодишен договор. Пьонтек отбелязва първия си хеттрик за Истанбул Башакшехир на 28 януари 2024 г. срещу Коняспор по време на мач като гост, след изоставане с 0:2, Башакшехир в крайна сметка печели мача с 3:2.

## Национален отбор
Пьонтек е включен в предварителния списък с 35 футболисти за състава на Полша за Световното първенство по футбол 2018, но отпада от крайния отбор за турнира в Русия.
Той прави своя дебют на 11 септември 2018 г., започвайки титуляр при 1:1 с Република Ирландия във Вроцлав. Точно месец по-късно, играе в Лига на нациите срещу Португалия и вкарва гол при загубата с 2:3.